# Алфа џет
Алфа џет је авион за школовање и обуку пилота и за дејства ваздух-земља. Заједнички је развијен и серијски произведен од фирми немачког Дорнијеа и француског Марсел Дасоа. У оперативној употреби је у више ваздухопловстава, широм света. Произведено је укупно 506 примерака авиона Алфа џет.
Вишенаменски Алфа џет је „тренер“ и борбени авион друге генерације, веома је компактан и ефикасан пројекат. Временом је постао узор пројектантима, из многих других земаља. Поседује предност у подршци на малим висинама лета, у односу на већину познатих и скупих борбених авиона. У 1970. години, покренута је његова заједничка производња, у ваздухопловним индустријама Француске и Немачке.

## Историја

### Француско-британски развој
Француско, британско и немачко ратно ваздухопловство (Луфтвафе), 1965. године, покренули су процес замене своје застареле авијације са млазним мотором, за обуку пилота и за лаку подршку. Прво су окренути појединачни национални пројекти, који су касније споразумно трансформисани у међународну француско-британску кооперацију на борбеном авиону „јагуар“, 17. маја 1965. „Јагуаров“ програм је 1970. године поново измењен: британско ваздухопловство га више није желело у намени за обуку, већ као тактичког авиона за подршку. Сматрајући га тешког и скупог, у намени обуке. То је одредило потребу за посебан развој авиона за обуку и лаку подршку. Французи и Немци, кроз програм Алфа џета, а британци, самостално BAE системс хок.

### Француско-немачки развој
У међувремену, Французи су почели разговоре са Западном Немачком, за сарадњу на решавању проблема око обезбеђења новог авиона за школовање и обуку пилота. Направљени су заједнички тактичко-технички захтеви, 1968. године. Главна одлика те дефиниције је био мањи подзвучни двомоторни авион, са основном наменом обука пилота и лака подршка. Њихове фирме, већ у јулу 1969. године, предложиле су три идејна пројекта:
- Марсел Дасо-Бреге авијација (АМД-БА) / Дорније предложили су TA501, спајањем постојећих концепција Бреге 126 и Дорније П.375.
- Аероспецијал / MBB предложили су E.650 јуротренер
- VFW-фокер предложили су VFT-291[2][6]

Сви предлози су се заснивали на примени погона од два мотора Снекма-турбомеца ларзак, Џенерал електрик Ј85-GE-4 или Прат енд Витни Канада JT15D-37. Немачко ратно ваздухопловство Луфтвафе, је посебно инсистирао да авион има два мотора, након свога тешког искуства са великим губицима и удесима са једномоторним F-104 sтарфајтером.
После жестоке конкуренције, 23. јула 1970. године, две владе су се одлучиле за концепцију TA501, која добија назив Алфа џет. Ознака „Е“ је верзија намењена за обуку, а „А“ за подршку.
Француска и Западна Немачка, почели су за сарадњу са решавањем проблема својих потреба, споразум је потписан у јулу 1969. године. Заједнички договор је наговестио да ће свака страна наручити 200 примерака авиона Алфа џет, стим да се властити авиони склапају у сопственим фабрикама. Коначна одлука, о почетку развоја, донета је у фебруару 1972. године.

## Прототипови
Два прототипа су развијена и произведена у Француској у Марсел Дасоу, а паралелно два у Дорнијеу у Немачкој. Први француски прототип је направио први лет 26. октобра 1973. године, а први немачки 9. јануара 1974. Преостала два прототипа су такође полетели пре краја 1974. године.
Француска је добила прву оперативну летелицу у 1977. години, док је Немачка, која је желела више од једне верзије за копнене нападе, чекала све до 1978.

## Варијанте

### Оперативне
- Алфа џет  : Верзија за подршку (мало профилисана за веће брзине са шиљатим носем) (175 примерака за Немачку, а затим је продато неколико примерака и Португалији)
- Алфа џет  : Верзија за обуку (303 примерака за 8 земаља)
- Алфа џет  : Верзија са побољшаном опремом (29 примерака продано Белгији)
- Алфа џет  : Верзија за подршку, са побољшаном опремом за Египат.[7][8]

### VTX пројекат за Америчку морнарицу (1977—1983)
Развојни морнарички центар, у америци (NADC), започео је студије у септембру 1977. године, а покренут је конкурс за обезбеђење авиона за напредну обуку VTX-TS, ради замене постојећих авиона Норт америкен T-2 букија и Даглас TA-4F скајхока. Повезани са америчким Локидидом, 24. јула 1978. године, Марсел Дасо и Дорније су предложили нешто измењену верзију Алфа џета (ојачан стајни трап, дужи нос, итд). После одбијања побољшане верзије Норт америкен T-2 букија, на бази Аермакија MB-339, Алфа џет је остао у конкуренцији са авионом BAE системс хок.
Очекивало се да ће у случају победе Локид производити авионе у Сједињеним Државама са Марсел Дасоом и Дорнијеом, у количини до 350 примерака. Мотори Снекма-турбомеца ларзак-04-C20, такође би се производили у Америци, у фирми Теледин континентал моторс (Охајо).
У периоду од 8. до 25. септембра 1980. године, Алфа џет A 58 (F-ZVAB), посебно офарбан у жуто, плаву и белу боју, обишао је Сједињене Америчке Државе. Где је демонстриран у лету, члановима Конгреса, владе, високим официрима Пентагона и специјалистима за обуку пилота у морнарици и америчком ваздухопловству. У густом распореду, демонстриран је у четири до пет летова дневно.
Алфа џет A 58 је направио 88 летова, за 18 дана, у обиму од укупно око 100 часова. Шездесет седам америчких пилота су га летели. Програм није усвојен, из политичко индустријских разлога. То је одлучено у августу 1983. године. По захтевима Америчке морнарице, изграђен је једномоторни авион, по лиценци од BAE системс хока, у корпорацији Даглас, под називом T-45A хок. У 2005. години, Америчка морнарица је почела да користи 75 примерака T-45A и 86 T-45C, за побољшану обуку морнаричких пилота.

### Алфа џет 2 NGEA
Алфа џет 2, првобитно је назван Алфа џет 2 NGEA (нова генерација авиона за школовање / лаку подршку), школска је верзија и за лаку подршку, са надоградњом софистицираног нишанског система, са информацијама о навигацији, спољној околној ситуацији и управљањем оружјем. Такође је опремљен ласерским обележивачем циља, системом инерцијалне навигације итд. Системи су компатибилни са ракетом Матра Маџик 2. Такође су интегрисани и мотори Снекма-турбомеца ларзак 04-C20, повећаног потиска. Алфа џет 2 NGEA је настао надоградњом једног од четири постојећа прототипа.

### Алфа џет 3 лансје (1989)
Надограђена варијанта NGEA, за побољшану подршку у свим временским условима, опремљеним системом FLIR и са повећаним асортиманом наоружања.
Алфа џет 3 лансје је дефинисан да има кабину са тандем седиштима, мултифункцијским екраном (MFD). Интегрисан му је радар AGAVE, ласерско откривање и аквизиција циља и скуп модерних система за контрамере.
Коначно, Марсел Дасо га је понудио за обуку, са уграђеном репном куком и ојачаним стајним органима, за ратну морнарицу.

### Алфа џет М, за француску морнарицу (1990—1994)
Суочени са чињеницом да се користила Фуга CM-175 зептер, у морнарици за обуку од 1960. године, у Марсел Дасоу су разматрали ново решење, у периоду од 1986. године до 1988. Приступили су испитивању Алфа џета од 18. до 29. јуна 1990. године, када је испитиван модернизовани Супер етендард (SEM), производен у 40 примерака. У јуну 1991. године, морнарица је такође разматрала амерички T-45A хок, укључујући нову кабину са два приказивача, укључујући ласерски сензор, GPS, топ калибра 20 mm, Ролс-Ројсова верзија Адура Mk871, F405/401. Коначно, то решење је изабрано 1994. године и француско особље је обучено у Америци у ваздухопловној бази Меридиан (Мисисипи).
|  |  |

Алфа џет на аеромитингу, на Аеродрому Батајница, 13. септембра 2009. године.

## Карактеристике
| Збирне карактеристике авиона Алфа џет | Збирне карактеристике авиона Алфа џет                             | Збирне карактеристике авиона Алфа џет                            |
| Параметар                             | Вредности / подаци                                                | Вредности / подаци                                               |
| Параметар                             | Алфа џет А                                                        | Алфа џет E                                                       |
| ------------------------------------- | ----------------------------------------------------------------- | ---------------------------------------------------------------- |
| Намена:                               | - један пилот, лаки напад и извиђач - двосед за борбену обуку     | двосед за летачку и борбену обуку                                |
| Дужина:                               | 12,46 m (немачка верзија)                                         | 12,29 m                                                          |
| Размах:                               | 9,11 m                                                            | 9,11 m                                                           |
| Висина:                               | 4,19 m                                                            | 4,19 m                                                           |
| Површина крила:                       | 17,5 m²                                                           | 17,5 m²                                                          |
| Траг точкова:                         | 2,71 m                                                            | 2,71 m                                                           |
| Предња нога од задњих:                | 4,72 m                                                            | 4,72 m                                                           |
| Маса празног:                         | 3.515 kg (немачка верзија)                                        | 3.345 kg                                                         |
| Максимална маса:                      | 8.000 kg                                                          | 7.500 kg                                                         |
| Капацитет горива:                     | - 1.500 kg (унутрашње) - 716 kg (споља)                           | - 1.520 kg (унутрашње) - 2.200 kg (споља)                        |
| Максинмална спољна носивост:          | 2.500 kg                                                          |                                                                  |
| Погон:                                | два мотора Снекма-турбомеца ларзак-04-C20 потисак је 2 х 14,12 kN | два мотора Снекма-турбомеца ларзак- 04-C6 потисак је 2 х 13,2 kN |
| Максимална брзина:                    | - 1.000 km/h (ниво мора) - Махов број = 0,85 (на висини 10.000 m) | - 920 km/h (ниво мора) - Махов број = 0,80 (на висини 10.000 m)  |
| Плафон лета:                          | 14.630 m                                                          | 14.630 m                                                         |
| Вертикална брзина:                    | 3.420 m/min                                                       |                                                                  |
| Тактички радијус:                     | 540 km (обука)                                                    | 1.450 km                                                         |
| Долет:                                | 2.940 km (два подвесна резервоара)                                | 1.080 km                                                         |
| Трајање лета:                         | до 3,5 сати                                                       |                                                                  |
| Стаза полетања                        | 410 m                                                             | 370 m                                                            |
| Стаза слетања                         | 610 m                                                             | 500 m                                                            |
| Фактор аеродинамичког оптерећења      | +8,6/−6,4                                                         |                                                                  |

Наоружање
- Топ: 1× 27 mm Маузер BK-27, по потреби се носи уподтрупном контејнеру са бојевим комплетом од 150 граната, или 1x 30 mm DEFA са истоветним бојевим комплетом.
- Ракете: 2× Матра; ракетни лансери са 18× SNEB од 68 mm; 2× CRV7 ракетна лансера са 19× 70 mm зрна
- Ракете: 2× AIM-9 сајдвиндерс; 2× Матра магик II; 2× AGM-65 маверик;
- Бомбе: 2.500 kg, на спољним носачима терета, укључујући различите бомбе (као што су касетне BL755 или слободно падајуће са продуженим дометом).[2][3][19]

Три пројекције авиона Алфа џет.

## Корисници

### Садашњи
- Белгија, 29 примерака
- Камерун, 11 примерака
- Канада, 16 примерака[б]
- Египат, 45 примерака
- Француска, 99 примерака
- Мароко, 24 примерка
- Нигерија, 24 примерка
- Португалија, 50 примерака
- Катар, 6 примерака
- Тајланд, 25 примерака
- Того, 5 примерака
- Уједињено Краљевство, 6 примерака

### Бивши
- Западна Немачка
- Обала Слоноваче

## Модернизација
Белгија је надоградила своје примерке допунском софистицираном опремом. Инегрисали су инерцијални навигациони систем у спрези са GPS пријемником, нови горњи приказивач и систем (енгл. head-up displays) (HUD) обе реке стално на ручицама за управљање (енгл. Hands On Throttle-And-Stick) HOTAS. Египат је добио две верзије (MS1 и MS2) са побољшаном опремом, такође ради повећања ефиккасности за напад ваздух-земља.
Генерална дирекција за оружја француске закључила је уговор, 31. децембра 2007. године, у износу 22,6 милиона евра за филијале Марсел Дасоа Талес авионикс и SABCA, по основу реализације програма модернизације за 20 авиона, који добијају опрему као белгијски Алфа џет. Интеграција инерцијалног навигационог система у комбинацији са GPS пријемником, HUD, инсталације за оружје ваздух-ваздух и ваздух-земља итд. Први модернизовани авион је испоручен средином 2009. године.

## Укупно произведено примерака
| Укупно произведено примерака авиона Алфа џет, за све кориснике | Укупно произведено примерака авиона Алфа џет, за све кориснике | Укупно произведено примерака авиона Алфа џет, за све кориснике |
| Корисник                                                       | Број примерака                                                 | Варијанта                                                      |
| -------------------------------------------------------------- | -------------------------------------------------------------- | -------------------------------------------------------------- |
| Француска / Западна Немачка                                    | 4                                                              | прототипови                                                    |
| Камерун                                                        | 7                                                              | Алфа џет 2 NGEA                                                |
| Египат                                                         | 30                                                             | Алфа џет E (MS1)                                               |
| Египат                                                         | 15                                                             | Алфа џет MS2                                                   |
| Белгија                                                        | 33                                                             | Алфа џет E                                                     |
| Француска                                                      | 176                                                            | Алфа џет E                                                     |
| Западна Немачка                                                | 175                                                            | Алфа џет А                                                     |
| Обала Слоноваче                                                | 7                                                              | Алфа џет E                                                     |
| Мароко                                                         | 24                                                             | Алфа џет E                                                     |
| Нигерија                                                       | 24                                                             | Алфа џет E                                                     |
| Португалија                                                    | -                                                              | 50 Алфа џет А, уступљено од Луфтвафе                           |
| Канада                                                         | -                                                              | 16 Алфа џет А, уступљено од Луфтвафе                           |
| Катар                                                          | 6                                                              | Алфа џет E                                                     |
| Тајланд                                                        | -                                                              | 25 Алфа џет, А уступљено од Луфтвафе                           |
| Того                                                           | 5                                                              | Алфа џет E                                                     |
| Уједињени Арапски Емирати                                      | -                                                              | 32 Алфа џет, А уступљено од Луфтвафе                           |
| Уједињено Краљевство (DERA)                                    | -                                                              | 12 Алфа џет, А уступљено од Луфтвафе                           |
| -                                                              | 3 примерка користе Флаит булси                                 |                                                                |
| Укупно произведено:                                            | 506 примерака, у периоду 1977-1986.                            | 506 примерака, у периоду 1977-1986.                            |